# Bestuurslagen per land in Zuid-Amerika
Dit is een overzicht van bestuurslagen per land en apart bestuurd gebied in Zuid-Amerika.
Dit overzicht maakt deel uit van een reeks van zes overzichten per werelddeel. De andere overzichten betreffen Afrika, Australië en Oceanië, Azië, Europa en Noord- en Midden-Amerika. Antarctica is ondanks de territoriale claims niet bestuurlijk ingedeeld en heeft geen bestuurslagen.

## Uitleg

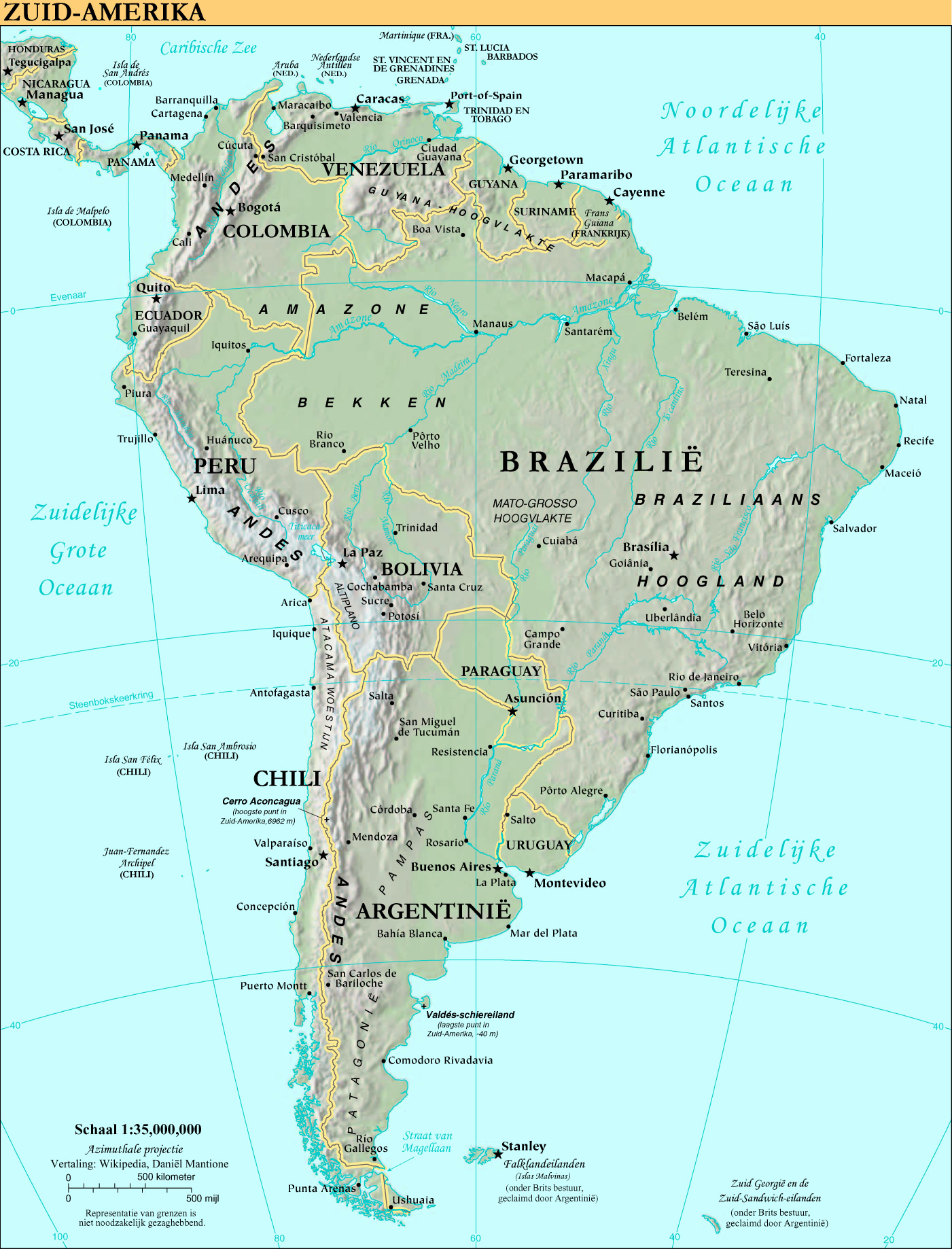
Zuid-Amerika

In dit overzicht zijn opgenomen bestuurslagen van de feitelijk onafhankelijke staten in Zuid-Amerika (in ruime zin, dus inclusief de Caribische gebieden voor de kust van Venezuela), dat wil zeggen de internationaal erkende onafhankelijke staten (leden van de Verenigde Naties). Naast deze landen zijn ook een aantal afhankelijke gebieden en andere gebieden die geen integraal onderdeel zijn van een land, opgenomen.
Het overzicht bevat ook verwijzingen naar overzeese gebieden die volledig deel uitmaken van het moederland. Verwijzingen naar een andere entiteit in een van de overzichten worden voorafgegaan door een pijltje (→).

Naast deze landen zijn ook een aantal afhankelijke gebieden en andere gebieden die geen integraal onderdeel zijn van een land, opgenomen.
Het overzicht bevat ook verwijzingen naar twee andere soorten gebieden. Het gaat daarbij om overzeese gebieden die volledig deel uitmaken van het moederland en om gebieden die officieel geen afhankelijke gebieden zijn, maar vanwege hun bijzondere status toch vaak als zodanig beschouwd worden. Verwijzingen naar een andere entiteit in een van de overzichten worden voorafgegaan door een pijltje (→).

Per gebied wordt in een kleurenoverzicht iedere bestuurslaag vermeld. Onder een bestuurslaag wordt naast de centrale overheid van het gebied verstaan een territoriaal onderdeel van een land waar regels vastgesteld en/of beslissingen worden genomen over bepaalde gebieden en/of hun bewoners. Dat betekent dat de organen van een bestuurslaag hetzij regelgevende hetzij uitvoerende bevoegdheden hebben en vaak beschikken over eigen begrotingen. Bestuurlijke indelingen die louter administratief zijn of van statistische aard zijn daarom niet opgenomen. Evenmin zijn vrijwillige samenwerkingsverbanden van bestuurslagen opgenomen.

Indien een bestuurslaag louter gedeconcentreerde bevoegdheden wordt deze wel vermeld en daarbij cursief weergegeven. In de kleur van de bovenliggende bestuurslaag. 

Indien een deel van een land niet onder controle is van de centrale overheid wordt dat vermeld in een noot bij de landsnaam. Namen van federale eenheden en autonome deelstaten worden bij de bestuurslaag vermeld. Indien een land afhankelijke gebieden heeft (in welke vorm dan ook), worden deze ook bij het land vermeld, voor zover van toepassing met verwijzingen.

Van iedere bestuurslaag worden in de noten bij het overzicht indien beschikbaar het (staats)hoofd, de regeringsleider en de volksvertegenwoordiging en hun equivalenten vermeld. De bronnen van het overzicht worden vermeld direct na de noten in het overzicht.

De aanduidingen van de bestuurslagen en organen worden in het Nederlands en indien en voor zover beschikbaar in de nationale ambtstalen vermeld. Voor de Nederlandse aanduiding wordt in het algemeen een letterlijke vertaling gebruikt. Termen als county, borough en township worden niet in het Nederlands vertaald.

In de kleurenschema's worden de volgende kleuren gebruikt:
| bestuurslaag op federaal of centraal niveau                                                          |
| bestuurslaag op deelstaatsniveau, inclusief autonome deelstaten                                      |
| bestuurslaag op regioniveau                                                                          |
| bestuurslaag op subregioniveau                                                                       |
| bestuurslaag op lokaal niveau                                                                        |
| bestuurslaag op sublokaal niveau                                                                     |
| bestuurslaag op niveau van afhankelijk gebied                                                        |
| bestuurslaag met uitsluitend gedeconcentreerde rol hebben de kleur van de laag waar zij toe behoort. |

## Landen en gebieden

### Argentinië
De Argentijnse Republiek (Spaans: República Argentina) is een onafhankelijke en algemeen erkende federale republiek.
| Argentijnse Republiek |                  |
| provincies Buenos Aires | partidos         |
| La Rioja, Mendoza en San Juan | departementen    |
| Catamarca, Chaco, Chubut, Córdoba, Corrientes, Entre Ríos, Formosa, Jujuy, La Pampa, Misiones, Neuquén, Río Negro, Salta, San Luis, Santa Cruz, Santa Fe, Santiago del Estero, Tucumán en Vuurland, Antarctica en Zuid-Atlantische eilanden | municipaliteiten |
| Catamarca, Chaco, Chubut, Córdoba, Corrientes, Entre Ríos, Formosa, Jujuy, La Pampa, Misiones, Neuquén, Río Negro, Salta, San Luis, Santa Cruz, Santa Fe, Santiago del Estero, Tucumán en Vuurland, Antarctica en Zuid-Atlantische eilanden | gemeenten        |
| autonome stad Buenos Aires | gemeenten        |
| Toelichting: 1. 2. 3. 4. 5. 6. 7. 8. |                  |
| Bronnen: - (es) Constitución de la Nación Argentina (staatsinrichting, artikel 3 over provincies, artikel 5 over het regelen door de provincies van het lokaal niveau, artikel 129 over de stad Buenos Aires) - (en) Report of the World Observatory on Subnational Government Finance and Investment: Argentina, OECD/UCLG, 2019 - (en) Participatory Local Democracy: Argentina, The Hunger Project, 2019 - (es) Argentina - Organización territorial |                  |

### Aruba
Aruba (ook Papiaments: Aruba) is een land van het →Koninkrijk der Nederlanden.
| Aruba |
| Toelichting: 1. 2. |
| Bronnen: - (nl) Statuut voor het Koninkrijk der Nederlanden (koninkrijk en de landen, m.n. artikel 1 en § 4) - (nl) Verdrag betreffende de werking van de Europese Unie (artikel 355 over de relatie van de Europese Unie met de landen en gebieden overzee). - (nl) Staatsregeling (staatsinrichting) |

### Bolivia
De Plurinationale Staat Bolivia (Spaans: Estado Plurinacional de Bolivia) is een onafhankelijke en algemeen erkende republiek.
| Plurinationale Staat Bolivia | departementen | provincies     | gemeenten              |
| Plurinationale Staat Bolivia | departementen | provincies     | inheems boerengebieden |
| Plurinationale Staat Bolivia | departementen | autonome regio | gemeenten              |
| Toelichting: 1. 2. 3. 4. 5. 6. 7. |               |                |                        |
| Bronnen: - (es) Nueva Constitución Política del Estado (staatsinrichting, artikel 270 e.v. over de departementen, provincies, gemeenten en autonome boerengebieden) - (en) Report of the World Observatory on Subnational Government Finance and Investment: Bolivia, OECD/UCLG, 2019 - (en) Participatory Local Democracy: Bolivia, The Hunger Project, 2019 |               |                |                        |

### Bonaire
Het Openbaar Lichaam Bonaire (ook Papiaments: Entidat Públiko Boneiru) is als openbaar lichaam (ook: entidat públiko) onderdeel van →Nederland. 

### Brazilië
De Federatieve Republiek Brazilië (Portugees: República Federativa do Brasil) is een onafhankelijke en algemeen erkende federale republiek.
| Federale Republiek Brazilië | staten Acre, Alagoas, Amapá, Amazonas, Bahia, Ceará, Espírito Santo, Goiás, Maranhão, Mato Grosso, Mato Grosso do Sul, Minas Gerais, Pará, Paraíba, Paraná, Piauí, Rio de Janeiro, Rio Grande do Norte, Rio Grande do Sul, Rondônia, Roraima, Santa Catarina, São Paulo, Sergipe en Tocantins | gemeenten      |
| Federale Republiek Brazilië | Pernambuco | gemeenten      |
| Federale Republiek Brazilië | Pernambuco | staatsdistrict |
| Federale Republiek Brazilië | federaal district Federaal District |                |
| Toelichting: 1. 2. 3. 4. 5. 6. | |                |
| Bronnen: - (pt) Constituição da República Federativa do Brasil (staatsinrichting, hoofdstuk III over de staten, hoofdstuk V over het federaal district en hoofdstuk IV over de gemeenten) - (en) Report of the World Observatory on Subnational Government Finance and Investment: Brazil, OECD/UCLG, 2019 - (en) Participatory Local Democracy: Brazil, The Hunger Project, 2019 - (nl) Bestuurlijke indeling van Brazilië - (nl) Regering van Brazilië | |                |

### Chili
De Republiek Chili (Spaans: República de Chile) is een onafhankelijke en algemeen erkende republiek.
| Republiek Chili | regio's | provincies | gemeenten |
| Toelichting: 1. 2. 3. 4. 5. |         |            |           |
| Bronnen: - (es) Constitución Política (staatsinrichting, artikel 111 e.v. over de regio's, 116 over de provincies en 118 over de gemeenten) - (en) Report of the World Observatory on Subnational Government Finance and Investment: Chile, OECD/UCLG, 2019 - (en) Participatory Local Democracy: Chile, The Hunger Project, 2019 - (nl) Bestuurlijke indeling van Chili |         |            |           |

### Colombia
De Republiek Colombia (Spaans: República de Colombia) is een onafhankelijke en algemeen erkende republiek.
| Republiek Colombia | hoofdstadsdistrict                | hoofdstadsdistrict | hoofdstadsdistrict               | lokaliteit                        |
| Republiek Colombia | departementen                     | provincies         | districten                       | evt. gemeenten                    |
| Republiek Colombia | departementen                     | provincies         | districten                       | evt. gemeentelijke corregimientos |
| Republiek Colombia | departementen                     | provincies         | municipaliteiten                 | evt. gemeenten                    |
| Republiek Colombia | departementen                     | provincies         | municipaliteiten                 | evt. gemeentelijke corregimientos |
| Republiek Colombia | departementen                     | provincies         | inheemse territoriale entiteiten |                                   |
| Republiek Colombia |                                   |                    | municipaliteiten                 | evt. gemeenten                    |
| Republiek Colombia | evt. gemeentelijke corregimientos |                    | municipaliteiten                 |                                   |
| Republiek Colombia | inheemse territoriale entiteiten  |                    |                                  |                                   |
| Republiek Colombia | departementale corregimientos     |                    |                                  |                                   |
| Toelichting: 1. 2. 3. 4. 5. 6. 7. 8. 9. 10. 11. 12. |                                   |                    |                                  |                                   |
| Bronnen: - (es) Constitución Política de Colombia (staatsinrichting, artikel 297 e.v. over departementen, 311 e.v. over gemeenten, 322 over het hoofdstedelijk district) - (en) Report of the World Observatory on Subnational Government Finance and Investment: Colombia, OECD/UCLG, 2019 - (en) Participatory Local Democracy: Colombia, The Hunger Project, 2019 - (es) Entidades Territoriales Indigenas (ETIs), Portal Territorio Indígena y Gobernanza |                                   |                    |                                  |                                   |

### Curaçao
Het Land Curaçao (ook Papiaments: Korsou) is een land van het →Koninkrijk der Nederlanden.
| Curaçao |
| Toelichting: 1. 2. |
| Bronnen: - (nl) Statuut voor het Koninkrijk der Nederlanden (koninkrijk en de landen, m.n. artikel 1 en § 4) - (nl) Verdrag betreffende de werking van de Europese Unie (artikel 355 over de relatie van de Europese Unie met de landen en gebieden overzee). - (nl) Staatsregeling (staatsinrichting) |

### Ecuador
De Republiek Ecuador (Spaans: República del Ecuador) is een onafhankelijke en algemeen erkende republiek.
| Republiek Ecuador | provincies | kantons | parochies |
| Toelichting: 1. 2. 3. 4. 5. |            |         |           |
| Bronnen: - (es) Constitución de la República del Ecuador (staatsinrichting, artikel 242 over provincies, kantons en parochies) - (en) Report of the World Observatory on Subnational Government Finance and Investment: Ecuador, OECD/UCLG, 2019 - (en) Participatory Local Democracy: Ecuador, The Hunger Project, 2019 |            |         |           |

### Falklandeilanden
De Falklandeilanden (Falkland Islands) zijn een afhankelijk gebied van het →Verenigd Koninkrijk.
| Bestuurslagen in de Falklandeilanden | Bestuurslagen in de Falklandeilanden | Falklandeilanden |
| Toelichting: 1. 2. |                                      |                  |
| Bronnen: - (en) Global Britain and the British Overseas Territories: Resetting the relationship, House of Commons Foreign Affairs Committee 21 februari 2019 - (en) Falkland Islands Constitution Order 2008 |                                      |                  |

### Fernando de Noronha
Het Staatsdistrict Fernando de Noronha (Portugees: Distrito estadual de Fernando de Noronha) is als staatsdistrict (distrito estadual) onderdeel van →Brazilië. 

### Frans-Guyana
De Collectiviteit Guyana (Frans: Collectité de Guyane) is als territoriale collectiviteit (collectivité territoriale) onderdeel van →Frankrijk.
Een klein deel van Frans-Guyana wordt geclaimd door →Suriname.
| Bestuurslagen in Frans-Guyana | Bestuurslagen in Frans-Guyana | Bestuurslagen in Frans-Guyana | Bestuurslagen in Frans-Guyana |
| --- | ----------------------------- | ----------------------------- | ----------------------------- |
| Departement Frans Guyana (973) | Arrondissement                | Gemeenten                     | Inheemse of marrondorpen      |
| Toelichting: 1. 2. 3. 4. |                               |                               |                               |
| Bronnen: - (fr) Le Monde Martiniquais et Guyanais choisissent la collectivité unique, 25 januari 2010 - (fr) G. Collomb, Du "Yopoto" au "Capitaine", du "Captaine" au "Chef Coutumier". Une historie, april 2011 |                               |                               |                               |

### Galapagoseilanden
De Provincie Galapagos (Spaans: Provincia de Galápagos) is als provincie (provincia) onderdeel van →Ecuador. 

### Guyana
De Coöperatieve Republiek Guyana (Engels: Co-operative Republic of Guyana) is een onafhankelijke en algemeen erkende republiek.
| Bestuurslagen in Guyana | Bestuurslagen in Guyana | Bestuurslagen in Guyana           | Bestuurslagen in Guyana |
| --- | ----------------------- | --------------------------------- | ----------------------- |
| Coöperatieve Republiek Guyana | regio's                 | gemeenten (NDC of municipalities) | Amerindiaanse dorpen    |
| Toelichting: 1. 2. 3. 4. 5. - De aanduiding town wordt niet in het Nederlands vertaald. |                         |                                   |                         |
| Bronnen: - (en) Constitution of the Co-operative Republic of Guyana (staatsinrichting, hoofdstuk VII over lokaal en regionaal bestuur) - (en) Commonwealth Local Government Handbook: Guyana, Commonwealth Local Government Forum, 2018 |                         |                                   |                         |

### Paraguay
De Republiek Paraguay (Spaans:  República del Paraguay; Guarani: Tetã Paraguái) is een onafhankelijke en algemeen erkende republiek.
| Republiek Paraguay |               | hoofdstadsdistrict |
| Republiek Paraguay | departementen | gemeenten          |
| Toelichting: 1. 2. 3. 4. 5. |               |                    |
| Bronnen: - (en) Constitución de la Republica de Paraguay (staatsinrichting, artikel 161 e.v. over departementen, artikel 166 e.v. over gemeenten) - (en) Report of the World Observatory on Subnational Government Finance and Investment: Paraguay, OECD/UCLG, 2019 - (en) Participatory Local Democracy: Paraguay, The Hunger Project, 2019 |               |                    |

### Peru
De Republiek Peru (Spaans: República del Perú) is een onafhankelijke en algemeen erkende republiek.
| Republiek Peru | grootstedelijke municipaliteit | grootstedelijke municipaliteit | districten |
| Republiek Peru |                                | provincie                      | districten |
| Republiek Peru | departementen                  |                                | districten |
| Toelichting: 1. 2. 3. 4. 5. 6. |                                |                                |            |
| Bronnen: - (es) Constitución Política del Peru (staatsinrichting, artikel 189 over departementen, provincies en districten, artikel 189 over Lima) - (en) Report of the World Observatory on Subnational Government Finance and Investment: Peru, OECD/UCLG, 2019 - (en) Participatory Local Democracy: Peru, The Hunger Project, 2019 - (nl) Bestuurlijke indeling van Peru |                                |                                |            |

### Suriname
De Republiek Suriname is een onafhankelijke en algemeen erkende republiek.
| Republiek Suriname | districten | ressorten |
| Toelichting: 1. 2. 3. 4. - Ressorten kunnen één of meerdere inheemse of marrondorpen bevatten die een traditioneel dorpsbestuur hebben. De bestuurslaag staat niet in de grondwet, maar wel in verdragen met de volken. De dorpen worden bestuurd door een kapitein. Frans-Guyana heeft een bijna identiek systeem. |            |           |
| Bronnen: - (nl) Grondwet van de Republiek Suriname (staatsinrichting, waarvan artikel 160 over districten en ressorten). - (nl) Bestuurlijke indeling van Suriname |            |           |

### Tobago
Tobago (Engels: Tobago) is als (autonoom) eiland (island) een onderdeel van →Trinidad en Tobago.

### Trinidad en Tobago
De Republiek Trinidad en Tobago (Engels: Republic of Trinidad and Tobago) is een onafhankelijke en algemeen erkende republiek.
| Republiek Trinidad en Tobago | steden   |
| Republiek Trinidad en Tobago | boroughs |
| Republiek Trinidad en Tobago | regio's  |
| Republiek Trinidad en Tobago | Tobago   |
| Toelichting: 1. 2. 3. 4. 5. 6. - De aanduiding borough, afgeleid van burg of burcht, wordt in het algemeen niet vertaald. |          |
| Bronnen: - (en) Constitution of the Republic of Trinidad and Tobago (staatsinrichting, hoofdstuk 11A over Tobago) - (en) Commonwealth Local Government Handbook: Trinidad and Tobago, Commonwealth Local Government Forum, 2018 - (nl) Bestuurlijke indeling van Trinidad en Tobago |          |

### Uruguay
De Republiek ten oosten van de Uruguay (Spaans: República Oriental del Uruguay) is een onafhankelijke en algemeen erkende republiek.
| Republiek ten oosten van de Uruguay | departementen | niet-ingedeeld in gemeenten |
| Republiek ten oosten van de Uruguay | departementen | gemeenten                   |
| Toelichting: 1. 2. 3. 4. |               |                             |
| Bronnen: - (es) Constitución de la República Oriental del Uruguay (staatsinrichting, sectie 16 over departementen) - (en) Report of the World Observatory on Subnational Government Finance and Investment: Uruguay, OECD/UCLG, 2019 - (es) Salvador Schelotto: 03 Territorio y municipios en el Uruguay, Arquisur revista |               |                             |

### Venezuela
De Bolivariaanse Republiek Venezuela (Spaans: República Bolivariana de Venezuela) is een onafhankelijke en algemeen erkende federale republiek.
| Bolivariaanse Republiek Venezuela | hoofdstedelijk district Caracas | hoofdstedelijk district Caracas | gemeente  | parochies |
| Bolivariaanse Republiek Venezuela | staat Amazonas, Anzoátegui, Aragua, Barinas, Bolívar, Carabobo, Cojedes, Delta Amacuro, Falcón, Guárico, Lara, Mérida, Miranda, Monagas, Nueva Esparta, Portuguesa, Sucre, Táchira, Trujillo, Vargas, Yaracuy en Zulia | staat Amazonas, Anzoátegui, Aragua, Barinas, Bolívar, Carabobo, Cojedes, Delta Amacuro, Falcón, Guárico, Lara, Mérida, Miranda, Monagas, Nueva Esparta, Portuguesa, Sucre, Táchira, Trujillo, Vargas, Yaracuy en Zulia | gemeenten | parochies |
| Bolivariaanse Republiek Venezuela | Apure | evt. district | gemeenten | parochies |
| Bolivariaanse Republiek Venezuela | federale afhankelijkheden | |           |           |
| Toelichting: 1. 2. 3. 4. 5. 6. 7. 8. | | |           |           |
| Bronnen: - (es) Constitución de la República Bolivariana de Venezuela (staatsinrichting, artikel 16 over staten, Caracas, federale afhankelijkheden en gemeenten) - (en) Participatory Local Democracy: Venezuela, The Hunger Project, 2019 - (es) Organización territorial de Venezuela - (es) Parroquias de Venezuela | | |           |           |

### Zuid-Georgia en de Zuidelijke Sandwicheilanden
Zuid-Georgia en de Zuidelijke Sandwicheilanden (Engels: South Georgia and the South Sandwich Islands) is een afhankelijk gebied van het →Verenigd Koninkrijk.
| Zuid-Georgia en de Zuidelijke Sandwicheilanden |
| Toelichting: 1. 2. |
| Bronnen: - (en) Global Britain and the British Overseas Territories: Resetting the relationship, House of Commons Foreign Affairs Committee 21 februari 2019 - (en) Laws of SGSGI, Government of South Georgia & the South Sandwich Islands |

## Algemene bronnen
- (en) Constitute met een overzicht van grondwetten wereldwijd
- (en) Constitutions, Legislationsonline met toegang tot grondwetten van de lidstaten van de Organisatie voor Veiligheid en Samenwerking in Europa (OVSE/OSCE)
- (en) Country profiles: regional facts and figures, OECD met een beschrijving van het bestuur in de lidstaten van de Organisatie voor Economische Samenwerking en Ontwikkeling (OESO/OECD).
- (en) Subnational Governments Around the World, Country Profiles, OECD met schematisch overzicht van lokaal bestuur in lidstaten van de OESO en andere landen
- (en) Commonwealth Local Government Handbook and individual country profiles, Commonwealth Local Government Forum met beschrijvingen van lokaal bestuur in de lidstaten van het Gemenebest
- (en) The Hunger Project. Participatory Local Democracy, country profiles, The Hunger Project met beschrijvingen van lokale democratie van veel landen in de wereld
- (en) Country Codes Collection, International Organization for Standardization met per land een overzicht van het eerste decentrale niveau